# ヴァレンズエラ
ヴァレンズエラ（タガログ語: Lungsod ng Valenzuela）は、フィリピンのマニラ首都圏にある都市である。北側でブラカン州と接する。

## 姉妹都市
- 富川市 （大韓民国 京畿道）
- サンタクルス（フィリピン マリンドゥク州）

## 交通
北ルソン高速道路のスマート・コネクトインターチェンジが存在する。かつてはフィリピン国鉄のヴァレンズエラ駅が利用されていた。